# Urolophus papilio
Urolophus papilio là một loài cá đuối ít được biết đến thuộc họ Urolophidae, đặc hữu của sườn lục địa của quần đảo Chesterfield.